# Pierre Batiffol
Pierre Batiffol (27. ledna 1861 Toulouse – 13. ledna 1929 Paříž), byl francouzský římskokatolický kněz a historik činný na konci 19. a počátku 20. století, specialista na dějiny dogmatu. Po svém vysvěcení na kněze v roce 1882 studoval na Institut catholique de Paris, École pratique des hautes études a v Římě; byl žákem Louise Duchesna a Giovanniho Battisty de Rossi. V letech 1897–1906 byl rektorem Katolické univerzity v Toulouse, následně byl neprávem obviněn z modernismu a věnoval se výlučně historickému studiu v Paříži.

## Dílo
- « Evangeliorum codex Graecus purpureus Beratinus ɸ », Mélanges d'archéologie et d'histoire 5, 1885, s. 358–376
- Les manuscrits grecs de Berat d'Albanie et le Codex Purpureus ɸ, Paris, 1886
- Didascalia 318 patrum pseudepigrapha, 1887
- « Ungedruckte Papst- und Kaiserurkunden aus basilianischen Archiven », Römische Quartalschrift für christliche Altertumskunde und Kirchengeschichte, 1888, s. 36.
- Studia Patristica I. II, 1889/90
- La Vaticane de Paul III à Paul V d’après des documents nouveaux, Paris, E. Leroux, « Petite bibliothèque d’art et d’archéologie », 1890
- L'abbaye de Rossano (doktorská teze), 1891
- L'Histoire du bréviaire romain, Paris, 1893
- Anciennes littératures chrétiennes : La littérature grecque, 1897
- Études d'histoire et de théologie positive, 1902
- L'Eucharistie, 1905, přepracované vydání z roku 1913 má název L'Eucharistie, la présence réelle et la transsubtantiation
- L'Enseignement de Jésus (m. Alfred Loisy), 1905
- L'Avenir prochain du catholicisme en France, 1907
- L'Église naissante et le Catholicisme, 1908
- La Paix constantinienne et le Catholicisme, 1914
- Leçons sur la messe, 1916
- Études de liturgie et d'archéologie chrétienne, 1919
- Le Catholicisme de saint Augustin, 2 sv., 1920
- Les Survivances du culte impérial romain, à propos des rites shintoïstes (1920, ve spolupráci s Louis Bréhierem)
- Le Siège apostolique (359-461), 1924
- Saint Grégoire, 1925
- Catholicisme et papauté, 1926.
- Cathedra Petri : études d'histoire ancienne de l'Église (posmrtné vyd. 1938)